# Dictature militaire en Bolivie
1964–1982
La dictature militaire de la Bolivie de 1964 à 1982 est une période d'instabilité politique sous divers dictateurs. Le 4 novembre 1964, le pouvoir est passé du chef élu de la Révolution nationale bolivienne, Víctor Paz Estenssoro, à une junte militaire dirigée par le vice-président populaire, le général René Barrientos. Barrientos a été élu président en 1966, mais est mort de manière suspecte dans un accident d'hélicoptère en 1969 alors qu'il visitait la campagne en visitant les peuples autochtones de Bolivie, cela a conduit à un coup d'État en septembre 1969 par le général Ovando, qui sera renversé en octobre 1970 par le général Rogelio Miranda qui sera à encore renversé quelques jours plus tard par le général J.J.Torres, qui sera son tour renversé en août 1971 par Hugo Banzer Suárez. Banzer a régné pendant sept ans, initialement de 1971 à 1974 avec le soutien du Mouvement révolutionnaire nationaliste d'Estenssoro. En 1974, impatient des scissions du parti, il remplace les civils par des membres des forces armées et suspend les activités politiques. L'économie a connu une croissance impressionnante pendant la présidence de Banzer, mais les demandes d'une plus grande liberté politique ont sapé son soutien. Il convoqua des élections en 1978 et la Bolivie replongea dans la tourmente. Juan Pereda n'a régné que quatre mois en 1978, mais son ascension à la présidence a marqué le début d'une période encore plus instable dans l'histoire bolivienne, avec neuf présidents civils et militaires en un peu plus de quatre ans. 1982 marque le retour à un gouvernement démocratiquement élu, avec Guido Vildoso comme président.

## Présidence de Barrientos
Du 3 au 4 novembre 1964, un coup d'État renverse le président Victor Paz Estenssoro, chef de la Révolution Nationale bolivienne de 1952 récemment élu pour son troisième mandat, par le vice-président René Barrientos et le commandant en chef de l'armée bolivienne Alfredo Ovando Candía.
Une semaine après le coup d’État, Barrientos exige que les milices de mineurs et d'ouvriers rendent les armes qu'elles possédaient depuis la Révolution du 9 avril 1952. Des conflits prolongés s'ensuivent. Afin de réduire les pertes des mines appartenant à l’État, les salaires des mineurs sont réduits de 50%. César Lora, chef des mineurs de la mine Siglo XX, est tué le 29 juillet 1965. A la fin de 1965, un Conseil démocratique populaire de l'opposition de gauche est formé.
Barrientos manquait d'autorité suffisante pour se faire rapidement élire président. Le 7 mai 1965, il annonce le report indéfini des élections de septembre et se concentre sur l'élimination de ses opposants de gauche. Il envoie des troupes pour prendre le contrôle des mines d’État de COMIBOL et déporte son ancien partisan Juan Lechin. Les affrontements armés avec les mineurs créent une scission ouverte entre Barrientos et Ovando, ce dernier retirant les troupes de certaines des mines occupées. Le 26 mai 1965, Ovando est installé comme coprésident et commandant en chef des forces armées avec Barrientos dans un effort pour empêcher la scission dans la junte au pouvoir et les forces armées entre les éléments de gauche et de droite.
En 1966, Barrientos reçoit une aide financière secrète des États-Unis du fait que les titulaires de charge publique doivent démissionner de leurs fonctions 180 jours avant les élections. Barrientos ayant suivi cette règle, cela le laisse sans moyens de poursuivre une campagne électorale. Pendant ce temps, Ovando occupe le poste de président de la Bolivie. 

## Présidence d'Ovando et Torres
Le 27 avril 1969, le président Barrientos meurt dans un accident d'hélicoptère. Son vice-président, le civil Siles Salinas, occupe désormais ses fonctions conformément à la Constitution et reçoit l'aval des militaires. Ovando, quant à lui, est absent car sa femme subit une opération chirurgicale dans une clinique aux États-Unis. Après avoir été informé de la mort de Barrientos, Ovando retourne à La Paz et accepte la prise de fonctions de Siles Salinas. Confronté à la possibilité de perdre les élections, Ovando choisit de prendre le pouvoir par la force. Avant cette action, on pense qu'Ovando a étudié le gouvernement révolutionnaire des forces armées du Pérou dirigé par Juan Velasco Alvarado, admirant son modèle autoritaire et nationaliste,. Dans la nuit du 26 septembre, l'armée procède à un coup d'État militaire et renversent le président Siles Salinas. Les événements se déroulent dans le calme
La Constitution adoptée en 1967 est suspendue — elle n'est rétablie qu'en 1978. Au cours des premiers mois du régime ovandiste, trois meurtres mystérieux ont eu lieu en Bolivie. La première d'entre elles s'est produite en novembre 1969, contre le leader barrientiste Jorge Soliz Román, opposant politique d'Ovando. Les deux autres ont eu lieu entre février et mars 1970, contre le journaliste Jaime Otero Calderón et le couple Alfredo et Martha Alexander.